# AXONE资本
AXONE资本（英語：Axone Capital)，是美国的私人股权投资和投资管理公司，创建于2012年，总部位于美国加州新港海滩。主要业务为风险投资，私募基金，家族办公室等，其有限合伙投资人多为美国本地的高净值企业家家族办公室和纽交所上市的各国公司创始人等。自成立以来，Axone资本已代表个人和机构投资者为超过60亿美元的交易提供咨询服务。
名字含义：AXONE是英文和法文中“神经元”的含义。Axone Capital把每个家庭或每个个体的企业作为一个有机的神经元看待，通过Axone Capital有效平台的对接，沟通，整合，产生类似“生物电”的化学作用，做更大的事情来改变世界。
其中的Axone Ventures风险基金于2018年创立，聚焦投资人工智能，生物医疗等高科技方向，参与投资和孵化了一批美国本地的早期优秀企业如HCW Bio（纳斯达克2021年上市），比佛利整形医美（BHPS），后者在短时间内迅速吸引了包含Dr.Robert Rey等几十位好莱坞顶尖整形医生加入和飞速扩张。
主要业务
- 私人股权投资
- 风险投资
- 家族办公室
- 地产基金投资
- 并购上市